# نينا بيربيروفا
نينا بيربيروفا (الروسية: Нина Берберова) (1901 - 1993)، هي أديبة وشاعرة روسية - أمريكية. واحدة من أبرز ممثلي الهجرة الروسية
وذلك بمساهمتها في دراسة الهجرة الروسية وقد سردت حياة المنفيين الروس في باريس في قصصها القصيرة ورواياتها. زارت روسيا ما بعد الاتحاد السوفيتي.
ولدت في سانت بطرسبرغ في 26 يوليو 1901 (8 أغسطس 1901 في التقويم الغريغوري) وُلدت نينا بيربيروفا من أب أرمني وأم روسية في سان بطرسبرغ. غادرت روسيا في عام 1922 مع الشاعر فلاديسلاف خوداسيفيتش عاش الزوجان في العديد من المدن الأوروبية في برلين حتى عام 1924، قبل الانتقال إلى باريس عام 1925. بعد أن عاشت في باريس لمدة 25 عامًا، هاجرت بربروفا إلى الولايات المتحدة في عام 1950 وأصبحت مواطنة أمريكية في عام 1959. ومنذ عام 1954 كانت متزوجة من جورج كوتشيفيتسكي عازف البيانو الروسي. بدأت حياتها المهنية الأكاديمية في عام 1958 عندما تم تعيينها لتدريس اللغة الروسية في جامعة ييل في كنتيكت الأمريكية.
السيرة الذاتية لبيربيروفا التي تتناول تفاصيل حياتها المبكرة وسنواتها في فرنسا، كُتبت بالروسية ولكنها نُشرت أولاً باللغة الإنجليزية تحت عنوان:«The Italics are Mine» 1969.

## وفاتها
توفيت يوم 26 سبتمبر 1993 في فيلادلفيا بإمريكا عن عمر يناهز 92 عاماً.

## من مؤلفاتها

### أعمالها المترجمة إلى اللغة الإنجليزية
- The Italics are Mine, Vintage, 1993، والذي ترجم إلى الفرنسية تحت عنوان C'est moi qui souligne.
- Aleksandr Blok: A Life, George Braziller, 1996.
- Cape of Storms, New Directions 1999.
- The Ladies from St. Petersburg, New Directions, 2000.
- The Tattered Cloak and Other Stories, New Directions 2001.
- The Book of Happiness, New Directions, 2002.
- The Accompanist, New Directions, 2003.
- Moura: The Dangerous Life of the Baroness Budberg, NYRB Classics, 2005.
- Billancourt Tales, New Directions, 2009.
- وأعمال أخرى كثيرة.

## روابط خارجية
- نينا بيربيروفا على موقع IMDb (الإنجليزية)
- نينا بيربيروفا على موقع الموسوعة البريطانية (الإنجليزية)
- نينا بيربيروفا على موقع قاعدة بيانات الفيلم (الإنجليزية)